# Aucayacuella
Aucayacuella is een geslacht van hooiwagens uit de familie Cranaidae.
De wetenschappelijke naam Aucayacuella is voor het eerst geldig gepubliceerd door Avram 1983. 

## Soorten
Aucayacuella is monotypisch en omvat slechts de volgende soort:
- Aucayacuella bordoni